# 1832 au Nouveau-Brunswick
Chronologie du Nouveau-Brunswick
- 1828
- 1829
- 1830
- 1831
- 1832
- 1833
- 1834
- 1835
- 1836

Cette page concerne des événements survenus en 1832 dans la colonie du Nouveau-Brunswick.

## Événements
- Ouverture du premier collège français à Grande-Digue.
- William Black succède à Lauchlan Donaldson au poste du maire de Saint-Jean.

## Naissances
- Joseph John Tucker, député.
- 18 mai : William Murray Caldwell, député.